# Wöhlsdorf (Auma-Weidatal)
Wöhlsdorf is een dorp in de Duitse landgemeente Auma-Weidatal in het landkreis Greiz in Thüringen. Het dorp wordt voor het eerst genoemd in een oorkonde uit 1392. Tot 1950 was Wöhlsdorf een zelfstandige gemeente, die in dat jaar werd toegevoegd aan Wiebelsdorf. In 2011 werd Wöhlsdorf opgenomen in de landgemeente.